# All Time Hits - 2008/09
All Time Hits - 2008/09 è una compilation pubblicata da Sony Music il 18 giugno 2013. Contiene 30 brani suddivisi 14 nel primo disco e 16 nel secondo.

## Tracce

### CD 1
1. Alicia Keys – Doesn't Mean Anything – 4:34
2. Amy Winehouse – Back to Black – 4:02
3. Britney Spears – Piece of Me – 3:30
4. The Black Eyed Peas – I Gotta Feeling – 4:52
5. Shakira – She Wolf – 3:08
6. Mika – Happy Ending – 4:34
7. Dido – Don't Believe in Love – 3:53
8. The Killers – Human – 4:07
9. Gossip – Heavy Cross – 4:02
10. Pink – So What – 3:34
11. Leona Lewis – Bleeding Love – 4:22
12. Nelly Furtado – Manos al aire – 3:27
13. Gary Go – Wonderful – 3:41
14. Madcon – Beggin' – 3:44

Durata totale: 55:30

### CD 2
1. Giorgia – Per fare a meno di te – 2:55
2. Giusy Ferreri – Non ti scordar mai di me – 3:29
3. Anna Tatangelo – Il mio amico – 3:35
4. J-Ax – I vecchietti fanno O – 4:06
5. Negrita – Gioia infinita – 3:46
6. Eros Ramazzotti – Parla con me – 4:00
7. Biagio Antonacci – Il cielo ha una porta sola – 3:53
8. Neffa – Lontano dal tuo sole – 3:46
9. Raf – Non è mai un errore – 4:27
10. Giorgia e Gianna Nannini – Salvami – 3:32
11. Gigi D'Alessio – Nessuno te lo ha detto mai – 4:37
12. Marco Mengoni – Dove si vola – 3:58
13. Noemi – Briciole – 3:20
14. Sonohra – L'amore – 3:45
15. Giovanni Allevi – Come sei veramente – 6:01
16. Neri per Caso – What a Fool Believes (feat. Mario Biondi) – 3:28

Durata totale: 62:38